# کوه بمو
بَمو، کوهستانی در رشته‌کوه زاگرس با زمین‌های استپی و نیمه‌استپی است و در استان فارس و در شهرستان زرقان جای دارد که در سال ۱۳۴۱ ه‍.ش با نام پارک ملی بمو به صورت حفاظت شده درآمد.

## ویژگی‌ها
کوه بمو در رشته‌کوه زاگرس واقع در شمال شهر شیراز است که با جهت شمال غربی ـ جنوب شرقی امتداد دارد. در شرق به ارتفاعات خرمن کوه و در جنوب به دریاچهٔ مهارلو می‌پیوندد. بلندترین قلهٔ آن کَل اسد با ارتفاع حدود ۲٬۶۶۱ متر است. رشته‌کوه بمو دشت شیراز را از دشت مرودشت جدا می‌سازد و چندین درهٔ دشت‌مانند در میان این رشته‌کوه به نام‌های چاه مَحْکی شرقی و چاه محکی غربی و بالِش (نزدیک به گردنهٔ بالِش) در شمال این رشته‌کوه دیده می‌شود. گردنه‌های آب باریک و باجگاه در مسیر راه شیراز ـ اصفهان در جانب شمال غربی رشته‌کوه قرار دارد. آب رکن آباد در قسمت غربی آن واقع است. بند امیر در جانب شمال شرقی آن قرار گرفته، و راه قدیمی شیراز از جنوب شرقی رشته‌کوه می‌گذرد. تنگ الله اکبر مشرف بر شیراز در جانب جنوبی آن واقع است. شهر شیراز در جانب جنوبی، و زَرقان در جانب شمالی آن واقع است. عشایر عرب خمسه در آبادی‌های کوچک پیرامون آن ساکن شده‌اند و به زراعت و باغداری (انگورکاری دیم) و دامداری اشتغال دارند. میانگین بارندگی سالانه در منطقه به حدود ۴۰۰ میلی‌متر می‌رسد.

## پوشش گیاهی
زمین‌های پیرامون آن منطقه استپی و نیمه‌استپی است. پوشش گیاهی آن به‌طور عمده از بوته‌زارهای گَوَن و بوته‌های دیگر و شقایق و لاله واژگون تشکیل شده‌است، و درختچه‌های انجیر وحشی و گیلاس وحشی و ارژن در آن یافت می‌شود.

## پوشش حیوانی
در منطقهٔ بمو می‌توان حیواناتی مانند قوچ، میش، بز، پازن، آهو، کفتار، گرگ، گربهٔ وحشی، گراز، پلنگ، روباه، شاه روباه ، خرگوش؛ لاکپشت مهمیزدار و تشی و جوجه تیغی خارپشت یافت. از پرندگان کبک، تیهو، کرکس، انواع چکاوک، بحری، شاهین،سار سارگپه  دال و عقاب طلایی در آن به سر می‌برند. از خزندگان سوسمار، مار غیرسمی ونیمه سمی افعی گرزه افعی جعفری افعی پلنگی و افعی شاخدار دارد.
پارک ملی بمو به مساحت ۴۸٬۰۷۵ هکتار در پیرامون آن جای دارد. پایین‌ترین و بالاترین نقطهٔ محدودهٔ پارک از سطح دریا به ترتیب ۱٬۵۵۰ و ۲٬۶۶۱ متر است.

## ساختار زمین شناختی
کوه بمو که در قسمت زاگرس چین خورده ساده قرار دارد ، برگشتگی شدید از خود نشان می دهد بطوریکه قدیمی ترین سازند رخنمون شده یعنی تاربور بر روی لایه های جوانتر قرار می گیرد ، در حالیکه کوه رحمت در ٣٦ کیلومتری شمال کوه بمو آثاری از برگشتگی یا روراندگی وجود ندارد.